# ارزیابی پیامد زیست‌محیطی
ارزیابی پیامدهای زیست‌محیطی یا ارزیابی اثرات زیست‌محیطی یا پیامدسنجی زیست‌محیطی (به انگلیسی: Environmental impact assessment) فرایندی رسمی است که برای پیش‌بینی پیامدهای محیط‌زیستی (مثبت یا منفی) یک طرح، سیاست، برنامه یا پروژه، پیش از آغاز فرایندهای اجرایی، انجام می‌گیرد و با اقدامی پیشنهادی رسمیت می‌یابد. در بخش مشارکت‌های عمومی، ارزیابی اثرات زیست‌محیطی اغلب در مبانی روش اجرایی یا در فرایند کنترل مستندات انجام می‌شود یا ممکن است در پی بررسی‌های قضایی اجرایی گردد. ارزیابی اثرات زیست‌محیطی ممکن است توسط قوانین اجرایی مدیریت در خصوص مشارکت عمومی و مستندات مربوطه اداره شوند و همچنین ممکن است موضوع بررسی قضایی نیز باشند.
هدف از این ارزیابی، مطمئن ساختن تفکر تصمیم گیرندگان جهت فکر کردن به اثرات محیط‌زیستی در زمان تصمیم‌گیری، یا در زمان پیشرفت پروژه می‌باشد. انجمن بین‌المللی ارزیابی اثرات، ارزیابی اثرات محیط‌زیستی را این‌گونه تعریف می‌کند: فرایند تشخیص، پیش‌بینی، ارزیابی و کاهش اثرات بیوفیزیکی، اجتماعی و دیگر اثرات مربوط به تصمیمات گرفته شده و تعهدات ایجاد شده می‌باشد. ارزیابی اثرات زیست‌محیطی اغلب موضوعاتی منحصر به فرد هستند، که هدف آن پایبندی به یک نتیجه زیست‌محیطی از پیش تعیین‌شده نمی‌باشد، بلکه آن‌ها به این نیاز دارند که تصمیم‌گیرندگان در تصمیم‌های خود ارزش‌های زیست‌محیطی را به حساب آورند و آن تصمیم را با مطالعات محیطی کامل و با جزئیات و نظرات عمومی در اثرات بالقوه زیست‌محیطی توجیه کنند.
ارزیابی‌های تأثیرات زیست‌محیطی به عنوان بخشی از مبحث افزایش آگاهی از محیط زیست، از در دهه ۱۹۶۰ آغاز شد. در ایالات متحده، با تصویب قانون سیاست ملی محیط زیست، در سال ۱۹۶۹ فرایند ارزیابی اثرات زیست‌محیطی نیز به‌طور رسمی فعالیت خود را آغاز نمود.

## تاریخچه
ارزیابی‌های اثرات زیست‌محیطی، در دهه ۱۹۶۰، به عنوان بخشی از افزایش آگاهی مردم دربارهٔ محیط زیست آغاز شد. ارزیابی‌های اثرات زیست‌محیطی در ایالات متحده، با تصویب قانون سیاست ملی محیط زیست در سال ۱۹۶۹ اعتبار رسمی کسب کردند. از این ارزیابی‌ها به‌طور فزاینده‌ای در سراسر جهان استفاده می‌شود. تعداد ارزیابی‌های زیست‌محیطی که هر سال در سراسر جهان ثبت می‌شوند، به‌طور چشمگیری از تعداد بیانیه‌های دقیق «ارزیابی‌های اثرات زیست‌محیطی» پیشی گرفته‌اند.